# Lê Lợi, Hạ Long
Lê Lợi là một xã thuộc thành phố Hạ Long, tỉnh Quảng Ninh, Việt Nam.

## Địa lý
Xã Lê Lợi cách trung tâm thành phố Hạ Long khoảng 18 km về phía tây bắc, có vị trí địa lý:
- Phía đông giáp xã Thống Nhất và phường Cao Xanh
- Phía tây giáp phường Hoành Bồ và phường Việt Hưng
- Phía nam giáp các phường Bãi Cháy, Giếng Đáy và Hà Khẩu qua vịnh Cửa Lục
- Phía bắc giáp xã Sơn Dương.

Xã có diện tích 39,99 km², dân số năm 1999 là 4.690 người, mật độ dân số đạt 117 người/km².

## Lịch sử
Trước đây, Lê Lợi là một xã thuộc huyện Hoành Bồ, được thành lập vào năm 1949 trên cơ sở 3 xã cũ: Yên Mỹ, Từ Xá, Trí Xuyên.
Ngày 1 tháng 1 năm 2020, huyện Hoành Bồ sáp nhập vào thành phố Hạ Long, xã Lê Lợi thuộc thành phố Hạ Long như hiện nay.